# Marco Stampanoni

Marco Stampanoni (2014)

Marco Stampanoni (* 10. Mai 1974 in Lugano, heimatberechtigt in Capriasca) ist ein Schweizer Physiker und
Hochschullehrer für Röntgenbildgebung am Departement Informationstechnologie und Elektrotechnik der ETH Zürich. Er ist Experte für synchrotron-basierte tomographische Mikroskopie und Röntgenphasenkontrast-Mammographie.

## Leben
Marco Stampanoni besuchte das Liceo Cantonale in Lugano und schloss 1993 mit der Matura vom Typ C ab. Es folgte ein Studium der Experimentalphysik an der ETH Zürich, welches er 1998 mit dem Diplom beendete. Von 1998 bis 2000 absolvierte er ein Nachdiplomstudium im Bereich der medizinischen Physik. Er forschte am Paul Scherrer Institut (PSI) in Villigen auf dem Gebiet der synchrotron-basierten tomographischen Mikroskopie und wurde 2002 für seine Dissertation bei Peter Rüegsegger mit dem Titel A novel approach towards hard X-ray submicrometer computer tomography with synchrotron radiation mit der ETH-Silbermedaille ausgezeichnet. Mit seinem Team hat er das Röntgenmikroskop Tomcat entwickelt, welches am PSI seither rege genutzt wird. Ab 2005 übernahm er die Leitung der Röntgentomographie-Gruppe der Synchrotron-Lichtquelle Schweiz (SLS). Seit 2007 lehrt er an der ETH Zürich im Bereich der Röntgenmikroskopie und ist seit 2010 Direktor des Master of Advanced Studies-Lehrgangs in medizinischer Physik. Die Beförderung zum ETH-Ordinarius für Röntgenbildgebung erfolgte 2017. Seit 2018 ist er Präsident der Forschungskommission des PSI.
In ihrer Forschung befassen sich Stampanoni und seine Arbeitsgruppe mit der Entwicklung röntgenbasierter Instrumente und Methoden für die nicht-invasive Untersuchung von insbesondere biologischen Proben, wobei Proben von einzelnen Zellen bis zu ganzen Organismen reichen können. Phasenkontrast-Röntgenbildgebung, tomographische Mikrobildgebung in Echtzeit und Nano-Tomographie für die klinische Diagnostik wie auch für weitere zerstörungsfreie Prüfungsanwendungen gehören zu den Forschungsgebieten. Insbesondere die 3D-Gitterinterferometrie für Röntgenstrahlen erlaubt eine dreidimensionale, kontrastreichere Abbildung als Ersatz der klassischen Mammographie.
Stampanoni ist Mitgründer der Spin-off-Firma GratXray AG, welche entsprechende medizinaltechnische Geräte fertigentwickeln und vermarkten will.

## Auszeichnungen
- 2002: ETH-Silbermedaille für seine Doktorarbeit
- 2012: ERC Grant für sein Röntgenphasenkontrast-Projekt
- 2012: Dalle Molle Foundation Award für seine Arbeiten zur Röntgenphasenkontrast-Mammographie[7]
- 2017: Swiss Technology Award in der Kategorie Inventors.
- 2022: Finalist of the European Inventor Award 2022 (Nomination)[8]

## Veröffentlichungen (Auswahl)
- Marco Stampanoni 2. researchgate.net, abgerufen am 27. Juni 2022
- Marco Stampanoni, IEEE-Veröffentlichungen. ieeexplore.ieee.org, abgerufen am 27. Juni 2022.

## Patente
- Marco Stampanoni. patents.justia.com, abgerufen am 27. Juni 2022. Patentliste mit Stampanoni als Co-Inventor.